# Vlag van Voeren
De vlag van Voeren is de gemeentelijke vlag van de Belgisch Limburgse gemeente Voeren.
Officieel wordt de vlag beschreven als:
Gevierendeeld 1. en 4. wit met een rode dubbelstaartige leeuw, geel gekroond, geklauwd en getongd 2. en 3. zwart met een gele leeuw, rood geklauwd en getongd.
De vlag is volledig gebaseerd op het gemeentewapen en ziet er dus helemaal hetzelfde uit.

## Geschiedenis
De vlag werd opgelegd bij ministerieel besluit van 9 december 1988, omdat op dat moment de vlag van Action Fouronnaise, gebruikt door de meerderheid van de gemeente Retour@Libertés, niet werd aanvaard door de Vlaamse Heraldische Raad, en gepubliceerd in het Belgisch Staatsblad op 15 maart 1989. De vlag, die werd aangevochten door de Franstalige gemeentelijke oppositie, werd vervolgens bevestigd door de Waalse Regering.
De voormalige gemeenteraad van Voeren weigerde de gekwartierde vlag te gebruiken (en had hiervoor een boete kunnen krijgen), maar gebruikte een banier van het wapenschild, dat ook de vlag is van de lokale politieke partij Action Fouronnaise. De vlag is verticaal verdeeld, links het perron van Luik in rood op een geel veld, rechts 11 strepen, afwisselend rood en geel. Het Luikse perron is een duidelijk symbool van de "Terug naar Luik"-claim, terwijl de horizontale strepen waarschijnlijk verwijzen naar het vroegere wapen van het graafschap Loon, dat wordt gebruikt op de wapens van verschillende gemeenten in de provincie Limburg (maar met een extra rode streep bovenaan, waarschijnlijk een ander symbool van Luik en Wallonië).

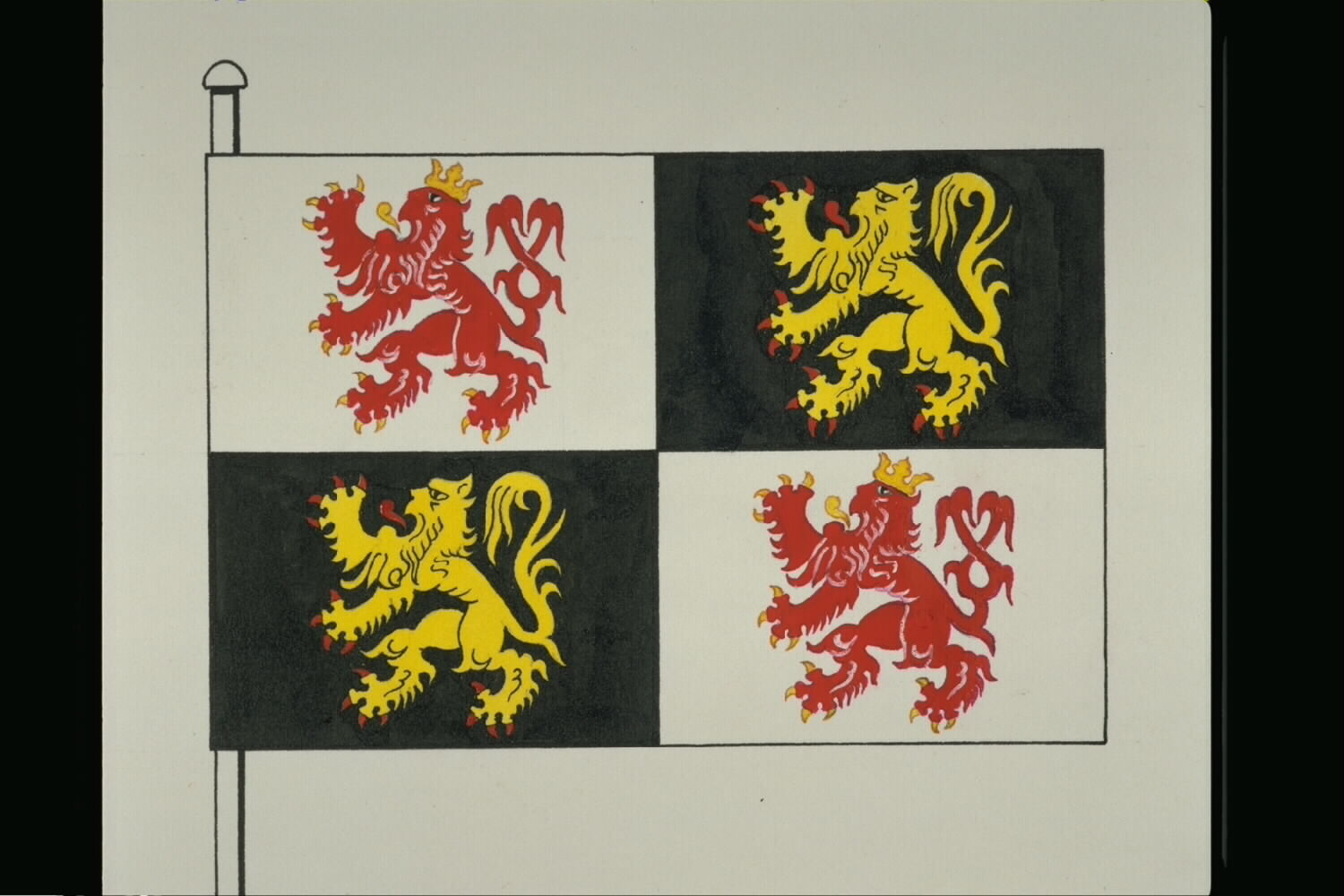
Officiële tekening van de vlag
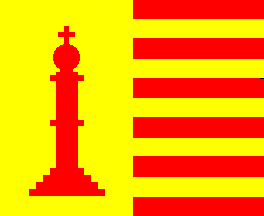
Vlag van Action Fouronnaise